# Daniela Reinehr
Daniela Cristina Reinehr (Maravilha, ‎4 de abril de 1977) é uma advogada, produtora rural, ex-policial militar e política brasileira, filiada ao Partido Liberal (PL).

## Biografia
Daniela Reinehr é natural de Maravilha, oeste de Santa Catarina. Em 1996, ainda antes de completar 20 anos de idade ingressou na Polícia Militar do Estado de Santa Catarina, na corporação iniciou como soldado e exerceu funções por 3 anos, permaneceu até 1999, quando se desincorporou para se formar no curso de direito pela Universidade Comunitária da Região de Chapecó (UnoChapecó). Nessa cidade, atuou como advogada nas áreas de direito empresarial, administrativo, civil e comércio exterior.
O ano de 2013, foi o momento em que se movimentou para as ruas onde iniciou seu ativismo político. Engajada em movimentos em sua então cidade, Chapecó, aderiu ao movimento nacional "Nas Ruas" onde se tornou uma das lideranças nas mobilizações, participou ativamente da campanha pelo impeachment de Dilma Rousseff em 2016. Apoiadora da Operação Lava-Jato e de Bolsonaro, filiou-se ao PSL com vistas às eleições de 2018.
Nas eleições de 2018, concorreu como candidata a vice-governadora na chapa de Carlos Móises, ambos pelo PSL. No primeiro turno, sua chapa alcançou 29,72% dos votos válidos (1.071.406 votos), ficando em segundo lugar na disputa com Gelson Merisio, do PSD. De virada no segundo turno, Carlos Moisés e Daniela Reinehr foram eleitos ao cargos de governador e vice-governador de Santa Catarina com o voto de mais de 70% do eleitorado.
Quando no governo, envolveu-se em polêmicas com Moisés, por querer um maior alinhamento a Bolsonaro. Quando o presidente anunciou a saída do PSL para formar um novo partido, Daniela o acompanhou. Em junho de 2020, rompeu definitivamente com o governador, reclamando do isolamento em questões centrais do governo.
Nas Eleições estaduais em Santa Catarina em 2022,foi eleita Deputada Federal, pelo Partido Liberal (PL).

### Governo Interino
Após o afastamento do então governador Carlos Moisés, tendo em vista a aceitação do pedido de impeachment do mesmo, assumiu interinamente o governo do estado, tornando-a primeira mulher sob o comando do executivo estadual. Daniela voltou a condição de vice-governadora após um mês como governadora interina, em 27 de novembro de 2020. Com o recebimento do pedido de impeachment contra o governador Carlos Moisés em março de 2021, pelo Tribunal Especial de Julgamento, voltou a ocupar interinamente a Chefia do Poder Executivo de Santa Catarina até o dia 7 de maio de 2021, quando Moisés foi absolvido do segundo pedido de impeachment.

## Ligações com Negacionismo do Holocausto Judeu
Daniela é filha de Altair Reinehr, professor aposentado conhecido por ser negacionista do holocausto judeu e admirador de Adolf Hitler. Altair foi colaborador da Editora Revisão, de Siegfried Ellwanger Castan, especializada em livros de teor antissemita que negavam o Holocausto e outros crimes da Alemanha nazista, tendo sido testemunha de defesa de Ellwanger em ação penal por crime de racismo.
Em 27 de outubro de 2020, ao tomar posse como Governadora interina de Santa Catarina, Daniela foi questionada por repórter sobre a sua posição em relação às ideias negacionistas e neonazistas do pai, Altair Reinehr. Daniela, no entanto, tergiversou a resposta, afirmando que respeita "as pessoas independentemente dos seu pensamentos, respeito os direitos individuais e as liberdades. Qualquer regime que vá contra o que eu acredito, eu repudio”, sem especificar quais direitos e liberdades que defende e qual regime repudia.
Apenas 3 dias depois, após forte crítica nacional e de associações judaicas, Daniela retratou-se e respondeu ser "contrária ao nazismo".

## Desempenho em eleições
| Ano  | Eleição                    | Partido | Cargo                                         | Votos                | %           | Resultado | Ref    |
| ---- | -------------------------- | ------- | --------------------------------------------- | -------------------- | ----------- | --------- | ------ |
| 2018 | Estadual de Santa Catarina | PSL     | Vice-Governadora Titular: Carlos Moisés (PSL) | 1.071.406 (1° Turno) | 29,72% (2º) | Eleita    | [ 18 ] |
| 2018 | Estadual de Santa Catarina | PSL     | Vice-Governadora Titular: Carlos Moisés (PSL) | 2.644.179 (2° Turno) | 71,09% (1º) | Eleita    | [ 18 ] |
| 2022 | Estadual de Santa Catarina | PL      | Deputada Federal                              | 84.631               | 2,13%       | Eleita    | [ 19 ] |

## Pedido de impeachment
Tendo sido aprovado o pedido de impeachment do governador Carlos Moisés e de sua vice-governadora Daniela Reinehr em 17 de setembro de 2020, o plenário da Assembleia Legislativa de Santa Catarina aprovou, em sessão ordinária em 22 de setembro de 2020, a composição da comissão especial para analisar o segundo pedido de impeachment contra o governador Carlos Moisés (PSL) e a vice-governadora Daniela Reinehr (sem partido). Nove deputados participaram desta equipe:
- Ana Caroline Campagnolo (PSL)
- Marcius Machado (PL)
- Fabiano da Luz (PT)
- Kennedy Nunes (PSD)
- Ana Paula da Silva (PDT e líder do governo)
- Nazareno Martins (PSB)
- Sergio Motta (Republicanos)
- Ada de Luca (MDB)
- Valdir Cobalchini (MDB)

Após o processo de votação iniciado em 23 de outubro de 2020, Carlos Moisés foi afastado do cargo por 180 dias e Daniela Reinehr teve seu processo arquivado.